# Jakość energii elektrycznej
Jakość energii elektrycznej, parametry jakości energii elektrycznej – grupa wielkości charakteryzujących napięcie zasilające, których zapewnienie jest warunkiem poprawnej pracy zasilanych urządzeń elektrycznych.

## Definicja
Do tej pory ani w Polsce ani na świecie nie sprecyzowano ścisłej definicji tego terminu. Najbardziej trafna definicja została zaproponowana przez Advisory Committee on Electromagnetic Compatibility (ACEC) IEC. Brzmi ona następująco:
Jakość energii elektrycznej to zbiór parametrów opisujących właściwości procesu dostarczania energii do użytkownika w normalnych warunkach pracy, określających ciągłość zasilania (długie i krótkie przerwy w zasilaniu) oraz charakteryzujących napięcie zasilania (wartość, niesymetrię, częstotliwość, kształt przebiegu czasowego).

## Podstawa prawna
Określenie obowiązujących parametrów jakościowych energii elektrycznej dostarczanej odbiorcom w poszczególnych grupach przyłączeniowych nastąpiło w Rozporządzeniu Ministra Gospodarki i Pracy z dnia 20 grudnia 2004 r. w sprawie szczegółowych warunków przyłączenia podmiotów do sieci elektroenergetycznych, ruchu i eksploatacji tych sieci (Dz.U. z 2005 r. nr 2, poz. 6).
Doprecyzowanie parametrów nastąpiło w Rozporządzeniu Ministra Gospodarki z dnia 4 maja 2007 r. w sprawie szczegółowych warunków funkcjonowania systemu elektroenergetycznego.
Nazewnictwo oraz parametry zjawisk określających jakość energii elektrycznej definiuje Polska Norma PN-EN 50160:1998 „Parametry napięcia zasilającego w publicznych sieciach rozdzielczych”, stanowiąca implementację Normy Europejskiej EN 50160:1994.
Norma PN-EN 50160 określa główne parametry napięcia w złączu elektroenergetycznym sieci rozdzielczych niskiego napięcia (nn) i średniego napięcia (SN) w normalnych warunkach pracy tych sieci. Dla celów tej normy, jako niskie napięcie przy dostarczaniu energii przyjmuje się takie, którego górna granica skutecznej wartości znamionowej wynosi 1 kV, w przypadku średniego napięcia wartość ta zawarta jest w przedziale od 1 kV do 35 kV. Postanowień tej normy nie można stosować do napięć 110 kV. 
Odnośnie do sieci o napięciach znamionowych 110 kV i wyższych, zastosowanie Rozporządzenie Ministra Gospodarki i Pracy z dnia 28 grudnia 2004 r. w sprawie szczególnych warunków przyłączenia podmiotów do sieci elektroenergetycznych, zwane rozporządzeniem przyłączeniowym.

## Właściwości energii elektrycznej
Energia elektryczna jest tą formą energii, która jest szczególnie uniwersalna i adaptowalna. Jest ona użytkowana w wyniku przekształcenia w szereg innych form energii, w tym ciepło, światło, energię mechaniczną oraz wiele elektromagnetycznych, elektronicznych, akustycznych i widzialnych form, które stanowią podstawę nowoczesnej telekomunikacji, techniki informatycznej oraz rozrywki.
Energia elektryczna w formie dostarczanej odbiorcom ma kilka zmiennych parametrów, które określają jej użyteczność. Z punktu widzenia jej użytkowania pożądane jest, aby napięcie zasilające zmieniało się ze stałą częstotliwością, miało sinusoidalny kształt przebiegu czasowego i stałą wartość. W praktyce istnieje wiele czynników, powodujących odstępstwa od tak określonych wskaźników. W odróżnieniu od normalnych wyrobów, sposób wykorzystania energii elektrycznej jest jednym z głównych czynników, powodujących zmianę jej charakterystycznych parametrów.
Przepływ energii do urządzeń odbiorców powoduje występowanie prądów elektrycznych, które są mniej lub bardziej proporcjonalne do wielkości mocy przez nich pobieranej. Prądy te, płynąc w przewodach sieci zasilającej, wywołują spadki napięcia. W dowolnej chwili wartość napięcia zasilającego indywidualnego odbiorcę jest funkcją całkowitego spadku napięcia na wszystkich elementach składowych zasilającej go sieci i jest ona zdeterminowana zarówno przez zapotrzebowanie indywidualnego odbiorcy, jak i równoczesne zapotrzebowanie innych odbiorców. Ponieważ zapotrzebowanie każdego odbiorcy ciągle się zmienia, a ponadto istnieje zmiana stopnia jednoczesności między zapotrzebowaniami wielu odbiorców, napięcie zasilające również podlega zmianom. Z tego powodu w normach jakościowych parametry napięcia potraktowane są w kategoriach statystycznych lub probabilistycznych. Z ekonomicznego punktu widzenia odbiorcy korzystne jest, aby normy dotyczące warunków zasilania odnosiła się do normalnych, oczekiwanych warunków, a nie do rzadkich przypadków, jak wyjątkowy stopień jednoczesności zapotrzebowania na moc wielu urządzeń lub wielu odbiorców.

## Wpływ jakości energii na pracę urządzeń
Do podlegających kontroli parametrów jakości energii elektrycznej należą: częstotliwość, wartość, wahania i skoki napięcia, przerwy w zasilaniu, napięcia przejściowe (pojawiające się chwilowo podczas włączania i rozłączania elementów sieci przesyłowej), asymetria napięcia zasilającego, harmoniczne i interharmoniczne dla napięcia i prądu, napięcia sygnalizacyjne nałożone na napięcie zasilające i szybkie zmiany napięcia.
Niedotrzymanie określonych w przepisach zakresów wartości tych parametrów energii elektrycznej dostarczanej do odbiorców może powodować zakłócenia pracy odbiorników. Niejednokrotnie możliwe jest zaobserwowanie zjawisk fizycznych i chemicznych będących następstwem tych zakłóceń. Mogą to być m.in.
- migotania źródeł światła
- zaburzenia w pracy napędów elektrycznych, które mogą wpływać na przebieg procesów technologicznych
- uszkodzenia lub wyłączenia odbiorników czułych na zmiany parametrów zasilania

Niestabilna praca urządzeń elektrycznych i elektronicznych, zauważalna z powodu m.in. ich zwiększonej hałaśliwości, przegrzewania, nadmiernych drgań czy nieplanowych wyłączeń, jest źródłem strat wynikających z przedwczesnego ich zużycia oraz zakłóceń procesów, w których biorą one udział.

## Przyczyny pogarszania jakości energii elektrycznej
Zakłócenia jakości energii są powodowane przez wzajemne oddziaływanie systemu elektroenergetycznego i odbiorników energii. Najczęściej przyczyna leży po stronie odbiorników energii, chociaż możliwe jest także powodowanie zakłóceń przez urządzenia służące do dystrybucji energii, np. przepięcia łączeniowe lub przepięcia będące następstwem zjawisk atmosferycznych. 
Przyczyną leżącą pomiędzy siecią dystrybucji (po stronie dostawcy) a końcowymi odbiornikami energii może być również zła jakość instalacji elektrycznej w budynkach i pomieszczeniach – wadliwe złącza, nieodpowiednie bezpieczniki, przewody niedostosowane do przenoszonych prądów, itp.
Do powstawania stałych (nielosowych) zakłóceń jakości energii przyczynia się m.in. coraz większa liczba odbiorników nieliniowych (np. komputerów, przetwornic napięcia, oświetlenia energooszczędnego), stosowanie odbiorników nieliniowych dużej mocy (zgrzewarki, spawarki) lub odbiorników nie spełniających norm kompatybilności elektromagnetycznej. Nieliniowość odbiornika energii polega na nieliniowej zależności pobieranego prądu od chwilowej wartości napięcia. Powodem nieliniowości mogą być na przykład zasilacze impulsowe (powodujące wielokrotne skoki pobieranego prądu), a także tradycyjne zasilacze transformatorowe pobierające prąd dopiero po przekroczeniu progowej wartości napięcia chwilowego i przyczyniające się do powstawania  zniekształceń harmonicznych, polegających w tym przypadku na "ścinaniu wierzchołków" sinusoidy.
Aktualny stan techniki znacząco wpływa na wzrost znaczenia jakości energii elektrycznej – z jednej strony wprowadza się do użytku coraz więcej urządzeń wymagających energii o wysokiej jakości, z drugiej strony odbiorniki te istotnie oddziałują na tę jakość.
Oprócz zakłóceń stałych, związanych z obciążeniem wprowadzanym przez prawidłowo działające odbiorniki energii, istotne (a często bardziej niebezpieczne w skutkach) są również zakłócenia losowe, związane z awariami części systemu dystrybucji energii, lokalnych instalacji elektrycznych lub odbiorników dużej mocy. Awarie te mogą mieć skutki nie tylko w części instalacji bezpośrednio objętej awarią, ale również dalej – gwałtowna zmiana pobieranej mocy przyczynia się bowiem do nagłych skoków napięcia, a także destabilizacji pracy elektrowni. Znane są przypadki poważnych  awarii sieci energetycznej w wyniku nagłego wyłączenia telewizorów po zakończeniu popularnego programu, a także zaburzenia pracy sieci związane z jednoczesną aktywnością osób oglądających program o dużej oglądalności – przykładowo, włączeniem setek tysięcy czajników elektrycznych w przerwie transmitowanego meczu.
Zapewnienie odpowiedniej jakości energii elektrycznej stanowi przedmiot działań  dystrybutorów energii, którzy są zobligowani do przestrzegania stosownych norm, a także odbiorców energii, którzy inwestują w systemy kondycjonowania energii.